# Казоти (Пистоја)
Казоти је насеље у Италији у округу Пистоја, региону Тоскана.
Према процени из 2011. у насељу је живело 49 становника. Насеље се налази на надморској висини од 614 м.